# Кубинско-суринамские отношения
Кубинско-суринамские отношения — двусторонние дипломатические отношения между Кубой и Суринамом, которые были установлены 23 марта 1979 года. Суринам имеет посольство в Гаване с 2003 года, а Куба содержит посольство в Парамарибо с 1981 года.

## История

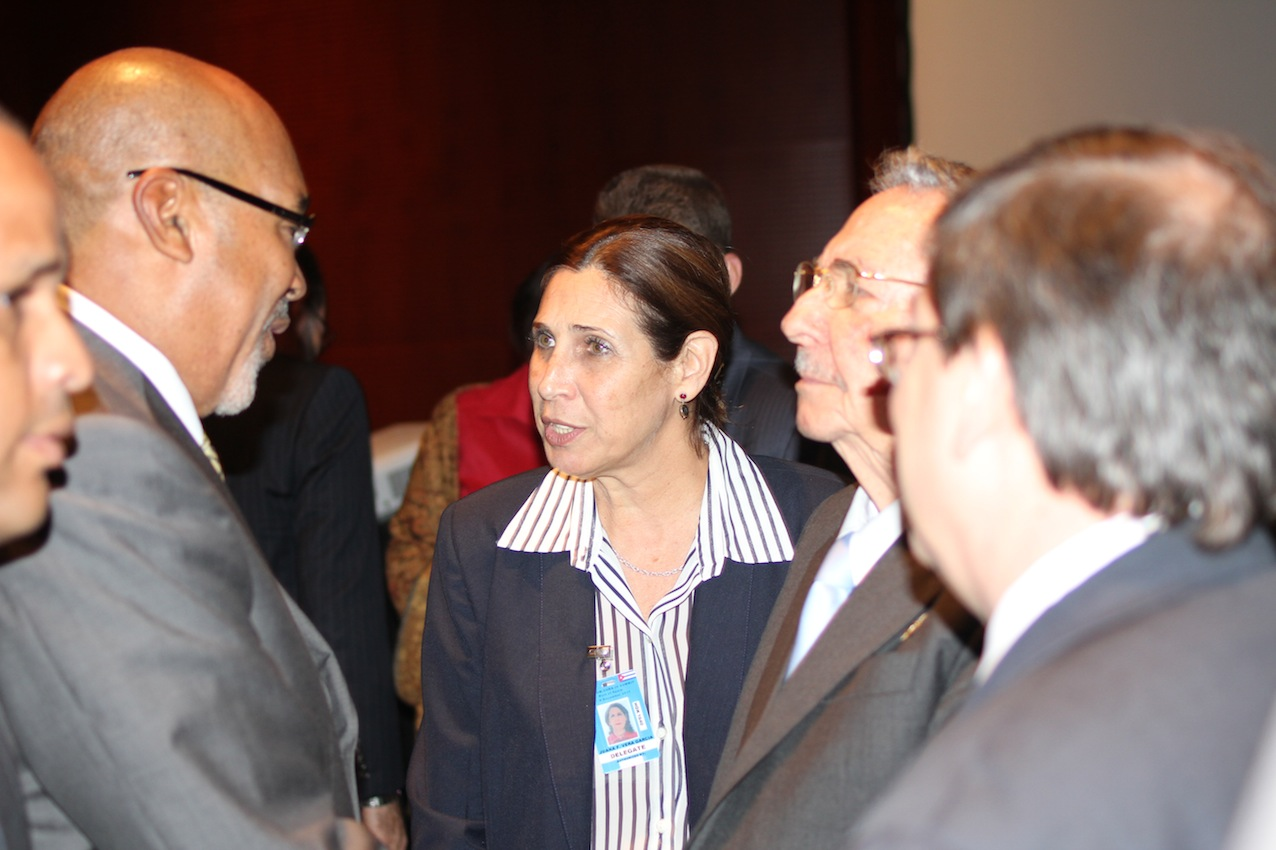
Дези Баутерсе (слева) и Рауль Кастро (справа) на саммите Карибского сообщества в 2011 году

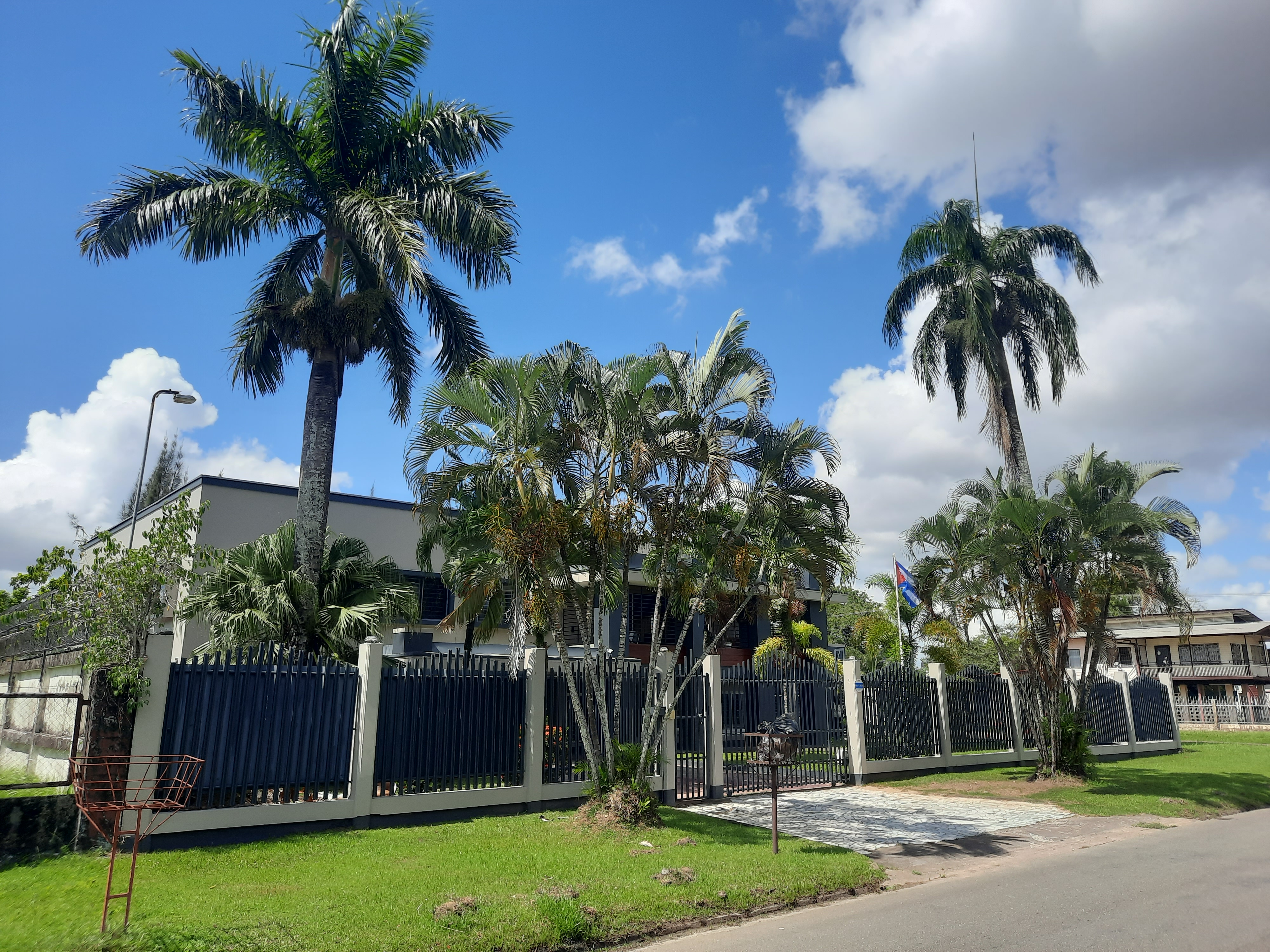
Посольство Кубы в Парамарибо

В 1980 году после государственного переворота в Суринаме Фидель Кастро стал первым главой государства, поздравившим с приходом к власти Дези Баутерсе. Куба открыла посольство в Парамарибо в 1981 году, которое стало крупнейшей дипломатической миссией в Суринаме. За убийством премьер-министра Гренады Мориса Бишопа в 1983 году и последующим вторжением США на Гренаду последовало понижение статуса кубинского посольства до дипломатического представительства с временным поверенным в делах и высылка 105 кубинских дипломатов и советников. Национальный военный совет отрицал наличие связи между высылкой и событиями на Гренаде.
В 1998 году президент Суринама Жюль Альберт Вейденбос совершил государственный визит на Кубу и пообещал возобновить дипломатические отношения. В 2006 году посольство Кубы было восстановлено. В 2011 году президент Дези Баутерсе совершил государственный визит на Кубу для обсуждения вопросов торговли.
Куба направила в Суринам множество врачей. В 2020 году во время пандемии COVID-19 в Суринам было направлено 50 кубинских врачей. Куба также предоставляла стипендии и медицинское образование для суринамцев, однако программа была отменена в августе 2020 года. В 2020-е годы кубинские беженцы стал чаще использовать Суринам в качестве транзитной страны в США. В январе 2021 года группа из 500 кубинцев задержалась в Зёддрайне, где ей было отказано в доступе в Гайану, где они надеялись попасть на авиарейс в США.

## Торговля
Товарооборот между государствами носит ограниченный характер. В 2019 году Суринам экспортировал на Кубу товаров на сумму 242 000 долларов США, основной продукцией была древесина. Куба экспортировала в Суринам товаров на сумму 318 000 долларов США, основной продукцией были детонаторы.